# Anthochaera phrygia
Anthochaera phrygia е вид птица от семейство Meliphagidae. Видът е критично застрашен от изчезване.

## Разпространение
Разпространен е в Австралия.